# Иванов, Пётр Иванович (георгиевский кавалер)
Пётр Иванович Иванов (22 сентября [4 октября] 1868; Российская империя — 20 мая 1937; Таммерфорс, Финляндия) — генерал-майор Русской императорской армии, командующий бригадой 117-й пехотной дивизии. Георгиевский кавалер.

## Биография
Пётр Иванов родился 22 сентября (4 октября) 1868 года. Из дворян Санкт-Петербургской губернии. Сын титулярного советника. Православного вероисповедания. Образование получил в Александровском кадетском корпусе. 1 сентября 1885 года Иванов поступил на военную службу. 11 августа 1886 года был произведён в подпоручики. В 1887 году окончил столичное Первое военное Павловское училище, откуда в чине гвардии подпоручика (7 августа 1887) был определён в лейб-гвардии Егерский полк, расквартированный в Санкт-Петербурге. 7 августа 1891 года Иванов был произведён в поручики. По состоянию на 9 ноября 1896 года числился младшим офицером 13-й роты полка. 18 апреля 1899 года был произведён в штабс-капитаны, а 6 мая 1900 — в капитаны. В течение восьми лет и одного месяца он командовал одной из рот полка. 6 декабря 1907 года Иванову был присвоен чин полковника.
В начале апреля 1914 года Иванов вступил в должность командира 14-й Финляндского стрелкового полка. Во время Первой мировой войны 16 декабря 1915 года был произведён в генерал-майоры. 8 мая 1916 года назначен командиром бригады 117-й пехотной дивизии. 6 сентября 1917 года был награждён орденом Св. Георгия 4-й степени.
После Октябрьской революции Иванов принял участие в Гражданской войне в России на стороне Белой армии. В октябре 1919 года он прибыл в Гатчину, где был назначен наблюдающим за формированием Егерского полка при 3-й стрелковой дивизии. 22 сентября того же года он был зачислен в списки Северо-Западной армии, а 25 ноября назначен командиром 1-й бригады уже знакомой ему 3-й стрелковой дивизии. Согласно аттестации того времени, данной Иванову при принятии генералом Петром Глазенапом командования Северо-Западной армией, Пётр Иванович непосредственно «в боях не участвовал», но на административной и хозяйственной работе «показал себя отлично» — он был признан соответствующим занимаемой должности, но в аттестации отмечалось, что «вследствие преклонного возраста» он был больше пригоден «для должности не строевой».
По окончании активных боевых действий Гражданской войны Иванов перебрался в Финляндию, ставшей к тому времени независимым государством. 20 мая 1937 года он скончался в эмиграции в финском городе Таммерфорс.

### Расхождение в биографии
Существенно другие данные о биографии Петра Ивановича Иванова до получения им генеральского чина были представлены Николаем Рутычем: по его сведениям Иванов родился 21 января (2 февраля) 1866 года в Дербенте в семье армяно-грегорианского вероисповедания; обучался в Бакинском реальном училище, а затем поступил вольноопределяющимся в 1-й Кавказский резервный батальон; в начале ноября 1911 года он числился в списках 201-го пехотного Понтийского полка; погиб во время эпидемии тифа в окрестностях Нарвы зимой 1920 года. Эта информация не подтверждается Списками полковникам (1914) и генералам (1916) по старшинству, что даёт основание сомневаться в её достоверности.

## Награды
- Орден Святого Станислава 2-й степени (1909)
- Орден Святой Анны 2-й степени (1913)
- Орден Святого Владимира 4-й степени с мечами и бантом (1915)
- Орден Святого Георгия 4-й степени (1917)[6]

## Семья
Пётр Иванов был женат на Евгении Нарциссовне (урождённой Осташкевич); в семье было четверо детей: Георгий (род. 1901), Алексей (род. 1902), Вера (род. 1905) и Вячеслав (род. 1910).